# Chang Myon
Chang Myon ou Jang Myun (hangul : 장면, hanja : 張勉), né le 28 août 1899 et décédé le 4 juin 1966, est un homme d'État sud-coréen. Il fut deux fois Premier ministre de la république de Corée : pendant la guerre de Corée du 23 novembre 1950 au 24 avril 1952  (2e premier ministre) et du 18 août 1960 au 18 mai 1961 (7e premier ministre), pendant la deuxième république, entre le renversement de Syngman Rhee et le coup d'état du général Park Chung-hee. Il fut aussi le 4e vice-président du pays, de 1956 à 1960. Son nom de plume était Unseok (운석).

## Biographie
Né à Incheon, Chang Myon  a été éduqué chez les catholiques et a fait ses études au Manhattan College à New York. Pendant la période où la Corée était une province japonaise, il a pris le nom de Tamaoka Tsutomu. Il était alors enseignant puis directeur d'école. Après l'indépendance, il devient le premier ambassadeur de la république de Corée aux États-Unis, une fonction qu'il exerce lorsque la guerre de Corée commence avant d'obtenir le poste de premier ministre.
Chang Myon a écrit plusieurs livres de nature religieuse (voir wikisource). Il reçut au baptême catholique le prénom de Jean. Son fils, John Chang-yik (ko), est évêque de Chuncheon.